# Батлава (река)
Батлава (раније Брвеница) је река у Србији и лева притока Лаба.
Настаје спајањем неколико водотокова код места Орлане и тече ка западу до Белог Поља, где се спаја са Трнавицом и улива у Лаб, јужно од Подујева. Између 1959. и 1963. године, на њој је, код места Батлава, подигнута брана којом је створено вештачко акумулационо језеро (Батлавско језеро). Њен ток је дугачак 27,2 km, док је површина њеног слива 306.8km.
У изворишном делу реке, налази се место Брвеник (Бревник), изнад кога се налазе остаци старе тврђаве, коју народна традиција повезује са Мусићима.